# Sebastohipertat
Sebastohipertat, en grec medieval σεβαστοϋπέρτατος (el sebast suprem), va ser un títol honorífic de l'Imperi Romà d'Orient. El nom és la base del títol de protosebastohipertat, πρωτοσεβαστοϋπέρτατος, 'el primer dels sebasts suprems'.
Aquests títols es van crear quan la jerarquia dels títols de l'Imperi era reorganitzada pels emperadors de la dinastia dels Comnens, sobretot per Aleix I Comnè, que va utilitzar el títol de sebast (l'equivalent grec d'august) per crear un conjunt de noves dignitats. Indicaven el vincle de parentiu amb l'emperador. Els sebastohipertats i els protosebastohipertats eren títols conferits als cunyats (gambrí) de l'emperador. Segons Lucien Stiernon, la dignitat de protosebastohipertats es donava al marit de la tercera filla dels emperadors i la de sébastohipertats al marit de la quarta filla. El marit de la segona filla tenia el títol de panhipersebast i el de la primera ostentava el títol de Cèsar. De totes maneres, va ser sota el regnat de Joan II Comnè quan van aparèixer aquests dos títols, quan Manuel Anemas es va convertir en protosebastohipertats pel seu matrimoni amb Teodora la tercera filla de Joan II. Quan Teodor Vatatzes, que es va casar amb Eudòxia, la quarta filla de Joan, i Constantí Àngel, que es va casar amb Teodora Comnena la quarta filla d'Aleix I Comnè, van tenir el títol de sebastohipertats.
A les cartes dirigides als que portaven aquests títols apareixen també mencionats com a panhiperprotosebastohipertats (πανυπερπρωτοσεβαστοϋπέρτατος, "el sebast més suprem de tots") i panhiperprotopensebastohipertats (πανπυπερπρωτοπανσεβαστοϋπέρτατος "el primer sebast sobre tots, el més venerable"). Sembla que aquestes denominacions eren creacions purament formals, destinades a augmentar la importància dels títols ja existents.